# Manor Park
Manor Park är en park i Storbritannien.   Den ligger i grevskapet Greater London och riksdelen England, i den södra delen av landet, 17 km söder om huvudstaden London. Manor Park ligger 56 meter över havet.
Terrängen runt Manor Park är lite kuperad. Runt Manor Park är det mycket tätbefolkat, med 4 188 invånare per kvadratkilometer. Närmaste större samhälle är City of London, 18,0 km norr om Manor Park. Runt Manor Park är det i huvudsak tätbebyggt.